# Marcus Wallmark
Marcus Wallmark, född 9 augusti 1991 i Umeå, är en svensk ishockeyspelare som spelar för FC Barcelona i spanska LNHH. Hans moderklubb är IF Björklöven.
Marcus är äldre bror till den professionella ishockeyspelaren Lucas Wallmark.